# 豬仔包

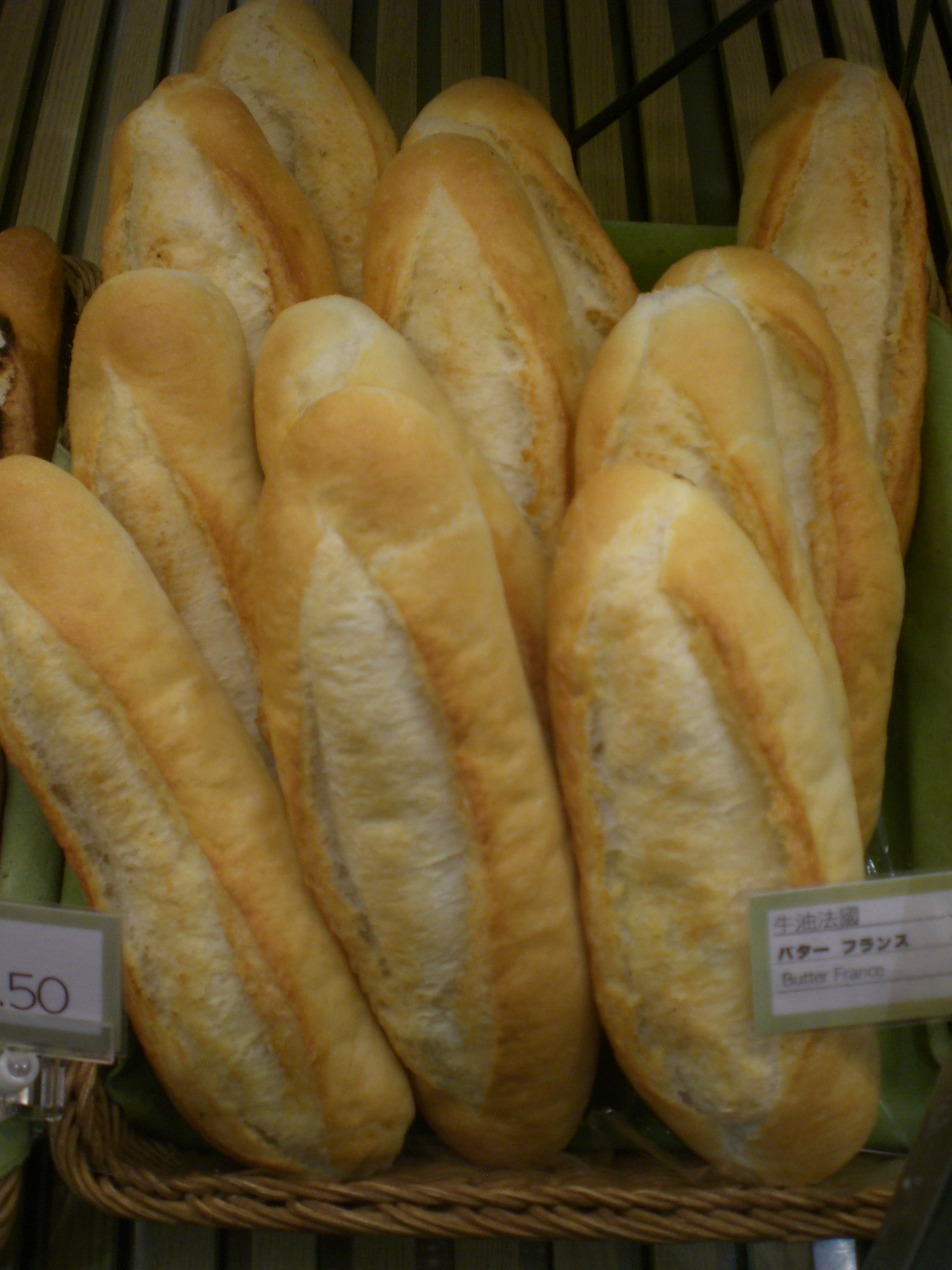
長豬仔包

豬仔包是一種香港麵包，雖然以「豬仔」為名，但事實上並沒有任何豬肉成份，也沒有餡料，卻具有外脆內軟的口感。這種麵包常見於香港的麵包店，也成為茶餐廳及港式快餐店的常見食品。
豬仔包的外形主要有兩種，一種呈橢圓形，外型與豬仔有點相似，故得其名，被認為是法式長棍麵包的港式縮短版本；另一種呈圓形，外觀似漢堡包。傳統上，豬仔包可按其表面硬度及鬆脆程度分為「硬豬仔包」與「軟豬仔包」，前者的麵團混合較多低筋麵粉，後者則混合較多高筋麵粉，成品因而有不同硬度；亦可按其味道而分為「甜豬仔包」與「鹹豬仔包」。

## 吃法

### 奶油豬仔包
奶油豬仔包，簡稱「奶油豬」，又叫「奶油脆豬」，蛻變自「奶油多士」（煉奶牛油多士），用烘烤香脆的豬仔包，切開兩半，塗上牛油和煉奶而成，在香港一些茶餐廳供應，食用時常配以港式奶茶或鴛鴦。

### 蒜茸豬仔包
蒜茸豬仔包是蒜茸麵包的變種，使用豬仔包代替法式長棍麵包，塗上蒜茸和牛油，再灑上少許香草碎，然後烘烤而成。

### 豬扒包
澳門的豬扒包是以豬仔包夾著一塊炸豬扒及洋蔥而成。

## 資料來源
1. 1 2 3 4  . 奇摩新聞. 2016-12-05. （原始内容存档于2022-03-10）.
2. 1 2  . 香港01. 2017-10-13  [2019-07-02]. （原始内容存档于2019-07-02）.
3. ↑  . 中国烘焙网.   [2022-03-22]. （原始内容存档于2022-03-22）.
4. 1 2  . U Food. 2020-07-17. （原始内容存档于2020-08-12）.
5. ↑  . Metro Pop. 2021-04-11. （原始内容存档于2021-05-14）.

## 外部連接
维基共享资源上的相關多媒體資源：豬仔包